# 拉梅阿克
拉梅阿克（法語：Laméac，法語發音：[lameak]）是法国上比利牛斯省的一个市镇，属于塔布区。

## 地理
拉梅阿克（43°19'56"N, 0°13'37"E）面积5.32 平方千米，位于法国奧克西塔尼大區上比利牛斯省，该省份为法国西南部内陆省份，北至热尔省，西接大西洋比利牛斯省，南与西班牙接壤，东临上加龙省。
与拉梅阿克接壤的市镇（或旧市镇、城区）包括：圣瑟韦德吕斯唐、布伊尔德旺、谢勒德巴、雅克、佩兰、特鲁莱-拉巴特。

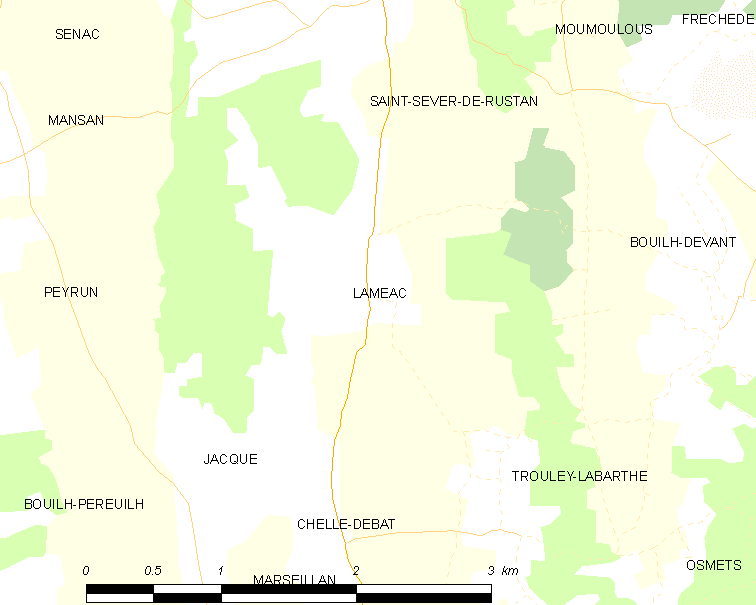
拉梅阿克的OSM定位图

拉梅阿克的时区为UTC+01:00、UTC+02:00（夏令时）。

## 行政
拉梅阿克的邮政编码为65140，INSEE市镇编码为65254。

## 政治
拉梅阿克所属的省级选区为阿杜尔河谷-吕斯唐-马迪拉奈县。

## 人口

1962-2008年间拉梅阿克人口变化图示

拉梅阿克于2022年1月1日时的人口数量为150人。